# Claw Money
Claw Money   (Fresh Meadows, 1968), més coneguda amb el nom artístic de Claw Money, és una pionera del grafit estatunidenca convertida en dissenyadora de moda. És considerada una de les artistes del grafit més influents de tots els temps.

## Biografia
Gold va néixer en una família jueva del barri de Fresh Meadows, a Queens, i va assistir al Fashion Institute of Technology fins al 1986, quan va abandonar la professió per a dedicar-se a altres activitats artístiques. A finals dels anys 1980 i principis dels 1990, el seu emblema, una pota amb tres urpes, es va poder veure al paisatge urbà de Nova York en parets i trens.
Més endavant es va convertir en editora de moda i directora de Swindle Magazine. El 2002 va emergir com a dissenyadora de moda, presentant la seva pròpia línia de roba d'autora. Les marques Claw Money i Claw & Co. han col·laborat amb empreses com Calvin Klein, NASCAR, Converse, Vans, K2 Snowboarding, My Little Pony o Nike. Els dissenys de Claw Money han vestit celebritats com M.I.A., Kanye West, Nicki Minaj, Rihanna, Santigold i Britney Spears a la Super Bowl XXXV.
És l'una de les poques dones que apareixen al documental Infamy (2005) dirigit per Doug Pray, que explora la subcultura del graffiti als EUA.